# 고용노동연수원
한국고용노동교육원(韓國雇用勞動敎育院, Korea Employment and Labor Educational Institute ; KELI)은 대한민국 고용노동부 산하 고용노동 전문 교육기관이다. 1989년 10월 노·사·정 공동출연의 한국노사교육본부 설립되었으며 1990년 8월 한국노동교육원법 공포(법률 제4253호)에 따라 한국노동교육원으로 설립되었다. 1999년 7월 현재 위치인 경기도 광주시 오포읍 봉골길 229에 신청사로 이전하였으며 2008년 8월 정부 공공기관 선진화방안에 따라 2009년 3월 1일 한국기술교육대학교가 공공부문 노사관계 선진화에 따라 폐지된 舊 한국노동교육원의 공공부문노동교육 기능을 이관받아 노동행정연수원을 부속시설로 신설, 2011년 3월 고용노동연수원으로 명칭을 변경하였다.2020년 3월 한국고용노동교육원법 공포(법률 제 17189호)에 따라 2020년 10월 한국고용노동교육원으로 개원하였고 경기도 광주시 봉골길 229에 위치하고 있다. 
- 1989년 10월 노·사·정 공동출연의 한국노사교육본부 설립 (경기도 과천시)
- 1990년 8월 한국노동교육원법 공포 (법률 제4253호)[1]
- 1990년 9월 한국노동교육원 설립
- 1999년 7월 신청사로 이전 (경기도 광주시)
- 2008년 8월 정부 공공기관 선진화방안 발표
- 2009년 3월 한국기술교육대학교 노동행정연수원 출범
- 2011년 3월 고용노동연수원으로 명칭 변경[2]
- 2020년 3월 한국고용노동교육원법 공포 (법률 제17189호)[3]
- 2020년 10월 한국고용노동교육원 개원

## 주요 업무
- 근로자 및 사업주에 대한 고용노동교육
- 고용노동행정에 종사하는 공무원 등 고용노동 관련업무 종사자에 대한 직무교육
- 청소년 등 국민에 대한 노동인권 및 노동자 권리보호 관련 교육
- 교육원 외의 자가 수행하는 고용노동교육 사업에 대한 지원
- 고용노동교육 프로그램 연구개발ㆍ보급 및 관리
- 고용노동 분야 전문가의 양성 및 관리
- 고용노동교육 관련 홍보 및 상담
- 국내외 고용노동교육 관련 자료수집, 통계작성 및 간행물 발간
- 고용노동교육 관련 국제협력
- 제1호부터 제9호까지의 사업 관련 부대사업
- 고용노동부장관, 그 밖의 중앙행정기관 및 지방자치단체의 장이 필요하다고 인정하여 위탁하는 사업

## 같이 보기
- 노동부유관기관노동조합
- 경제사회발전노사정위원회
- 한국기술교육대학교
- 한국노사교육본부
- 한국노동교육원
- 한국노동조합총연맹
- 한국산업인력공단